# Gustaf Lundberg (skogsvetare)
Gustaf Lundberg, född 29 oktober 1882 i Baldringe församling, död 12 maj 1961 på Lidingö, var en svensk jägmästare och professor. 
Lundberg utexaminerades från Skogsinstitutet 1904 och blev extra jägmästare 1905. Han var lektor vid Skogsinstitutet från 1908, var professor i skogsteknologi vid Skogshögskolan 1916–1947 och var samma högskolas rektor 1937–1947. Han blev ledamot av Lantbruksakademien 1926 och av Ingenjörsvetenskapsakademien 1934.
Lundberg utgav Handbok i skogsdikning (1914, 2:a upplagan 1926), samt ett stort antal arbeten och uppsatser i olika facktidskrifter i skogsteknologiska frågor samt angående jakt och hunduppfödning.